# Коврига (село)
Коври́га (рос. Коврига) — село у складі Шадрінського району Курганської області, Росія. Адміністративний центр Ковризької сільської ради.
Населення — 482 особи (2010, 588 у 2002).
Національний склад станом на 2002 рік: росіяни — 96 %.